# Ilkka Salmi (Schachspieler)
Ilkka Salmi (* 1956) ist ein finnischer Fernschachspieler.

## Leben
Ilkka Salmi ist von Beruf Buchhalter und Vater dreier Töchter. Er wohnt in Hyvinkää.
Sein Verein ist der Hyvinkää Shakkikerhon, bei dem er an Mannschaftskämpfen teilnimmt und Präsident ist. Bei der Jugendweltmeisterschaft 1995 im brasilianischen Guarapuava war er vom finnischen Schachverband als Trainer eingesetzt.

## Fernschach
Im Fernschach ist er hauptsächlich in Mannschafturnieren für die finnische Nationalmannschaft aktiv. Zu den Länderkämpfen, die Finnland mit ihm gewann, gehören Vergleiche gegen Frankreich 2003/04, Norwegen 2006 und Schweden 2013/14.
2009 wurde er im Fernschach zum Internationalen Meister (IM) ernannt und 2010 zum Verdienten Internationalen Meister (SIM). Die Normen für seine Titel erzielte er im Finale der VI. Mannschaftseuropameisterschaft 2004/07, in der er vor Großmeister Ingo Schütt mit 8,5 Punkten aus 13 Partien das beste Einzelergebnis aller Teilnehmer hatte sowie beim Ostsee-Mannschaftsturnier 2008/10. Seine höchste Elo-Zahl im Fernschach war 2469 im zweiten Quartal 2002 und im vierten Quartal 2013.